# ذاكرة المصباح الومضي

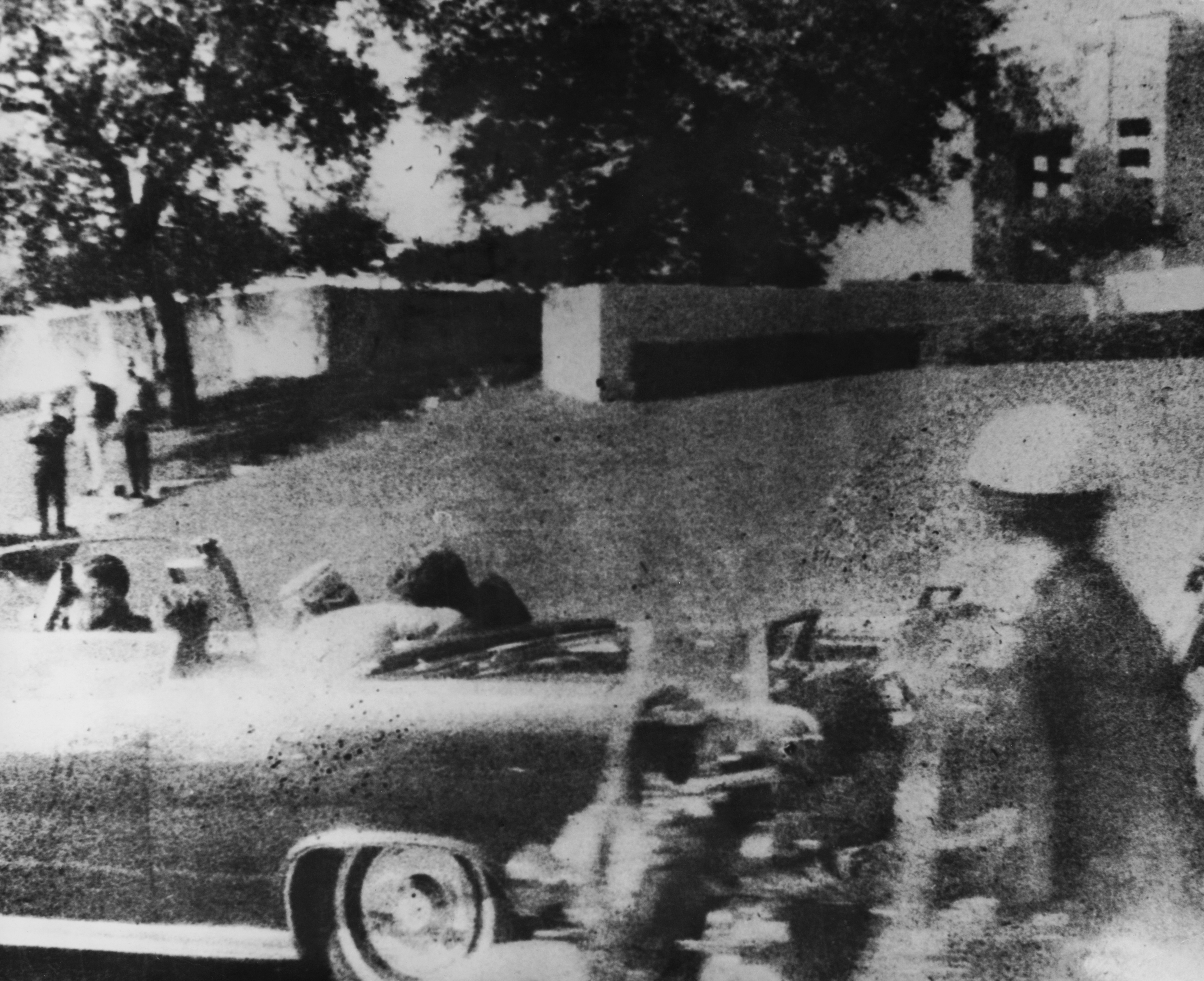

ذاكرة المصباح الومضي (بالإنجليزية: Flashbulb memory) هي عبارة عن ذاكرة مفصلة وواضحة للغاية وحية بشكل استثنائي للحظة وظروف تم فيها التعرف على جزء من الأحداث المفاجئة أو المثيرة عاطفياً. يشير مصطلح «ذاكرة المصباح الومضي» إلى المفاجأة والومضات العشوائية والتفاصيل وقصر الصورة؛ ومع ذلك، فإن الذكريات الوامضة عشوائية إلى حد ما وهي بعيدة كل البعد عن الاكتمال. أظهرت الأدلة أنه على الرغم من ثقة الناس في ذكرياتهم، إلا أنه يمكن نسيان تفاصيل الذكريات.
تعتبر نوع من ذاكرة السيرة الذاتية. يعتقد بعض الباحثين أن هناك سببًا لتمييز الذكريات الومضية عن الأنواع الأخرى من ذاكرة السيرة الذاتية لأنها تعتمد على عناصر ذات أهمية شخصية، وعواقب ، وعاطفة، ومفاجأة. يعتقد البعض الآخر أن الذكريات العادية يمكن أيضًا أن تكون دقيقة وطويلة الأمد إذا كانت مميزة للغاية، أو ذات أهمية شخصية، أو تم التدرب عليها بشكل متكرر.
تحتوي الذكريات الومضية على ست سمات مميزة: المكان، والنشاط المستمر، والمخبر، والتأثير الخاص، والتأثيرات الأخرى، وما بعد ذلك. يمكن القول أن المحددات الرئيسية للذاكرة الوامضة هي المستوى العال من المفاجأة، ومستوى عالٍ من التبعية، وربما الإثارة العاطفية.